# Thaumastoderma coronarium
Thaumastoderma coronarium är en djurart som tillhör fylumet bukhårsdjur, och som beskrevs av Chang, Lee och Clausen 1998. Thaumastoderma coronarium ingår i släktet Thaumastoderma och familjen Thaumastodermatidae. Inga underarter finns listade i Catalogue of Life.